# Wellsburg (Nova York)
Wellsburg és una població dels Estats Units a l'estat de Nova York. Segons el cens del 2000 tenia 631 habitants.

## Demografia
Segons el cens del 2000, Wellsburg tenia 631 habitants, 243 habitatges, i 164 famílies. La densitat de població era de 427,4 habitants per km².
Dels 243 habitatges en un 32,5% hi vivien nens de menys de 18 anys, en un 51,4% hi vivien parelles casades, en un 7% dones solteres, i en un 32,1% no eren unitats familiars. En el 27,2% dels habitatges hi vivien persones soles el 15,6% de les quals corresponia a persones de 65 anys o més que vivien soles. El nombre mitjà de persones vivint en cada habitatge era de 2,56 i el nombre mitjà de persones que vivien en cada família era de 3,1.
Per edats la població es repartia de la següent manera: un 27,6% tenia menys de 18 anys, un 7,3% entre 18 i 24, un 26,1% entre 25 i 44, un 22% de 45 a 60 i un 17% 65 anys o més.
L'edat mediana era de 38 anys. Per cada 100 dones de 18 o més anys hi havia 98,7 homes.
La renda mediana per habitatge era de 34.135 $ i la renda mediana per família de 40.750 $. Els homes tenien una renda mediana de 30.000 $ mentre que les dones 18.594 $. La renda per capita de la població era de 17.426 $. Entorn del 10,9% de les famílies i el 13,7% de la població estaven per davall del llindar de pobresa.